# Radio Чача
Radio Чача — сайд-проект музыканта Александра «Чачи» Иванова.

## История
Всё началось весной 2009 года, когда группа Наив ушла в бессрочный отпуск. С этого времени Александр «Чача» работал над своим новым детищем — группой RadioЧача, официально о существовании которой было объявлено весной 2010 года.
Презентация проекта RADIO ЧАЧА состоялась 17 апреля в московском клубе «Точка» и 18 апреля в питерском «Зале Ожидания». Дебютный альбом «LIVE SLOW. DIE OLD» был выпущен на лейбле «СОЮЗ». Соавтором нескольких композиций стал Иван Алексеев, известный как Noize MC.
Александр Иванов о своём проекте:

В рамках НАИВа такой проект был бы невозможен. Несмотря на то, что разногласия в группе НАИВ носят исключительно творческий характер, нет единого мнения, в какую сторону группа должна двигаться дальше. Группа существует более 20 лет, и ей, как и любому другому коллективу, требуется эволюция. Движение НАИВа в сторону более спокойного, классического рока интересно и обоснованно, но лично я не исчерпал пока анархо-панковской составляющей своего творчества, и именно это я хочу попробовать в новом проекте. RADIO ЧАЧА сейчас является моим основным проектом, и это именно то, чем я хочу заниматься в ближайшее время
Сравнивать этот проект с НАИВом Чача не хочет: 

Мне трудно сейчас дать объективную оценку. Я же человек, вовлечённый в процесс, и смотрю на него изнутри. Но мне кажется, что да, отличается. Давайте дождёмся реакции отстранённых людей, которые это услышат и потом скажут, есть в моём сольном творчестве какое-то новаторство или же это всё-таки продолжение НАИВА. Но мне, повторюсь, кажется, что отличия есть: мне хочется говорить со слушателем о другом, и иначе решать какие-то чисто технические вопросы. Лично я в восторге от нового материала, и надеюсь, что он также придется по вкусу и публике. Время покажет.
4 мая 2010 года RadioЧача участвовали в передаче «Парный Прогон» на телеканале A-One вместе с Noize MC.
В апреле 2011 года руководство телеканала «О2ТВ» запретило съёмку программы, которая должна была бы послужить основой для будущего клипа на композицию «Я — враг системы». На официальном сайте группы это происшествие охарактеризовали как политическую цензуру.
В ноябре 2011 года стало известно, что группа готовится к выпуску второго альбома. Параллельно с этим лидер группы, Александр Иванов примет участие в постановке спектакля «Анархия» в московском театре «Современник».
Осенью 2012 года вышел второй студийный альбом группы «Punk Rock Is Not A Crime (Комические Куплеты)».

## Дискография

### Студийные альбомы
- 2010 — «Live Slow. Die Old».
- 2012 — «Punk Rock Is Not A Crime (Комические Куплеты)».

### Синглы и радио-ротации
- 2010 — «Pet Sematary» (Ramones cover)[7].
- 2010 — «Влюбленный металлист» («Радио Максимум»).
- 2010 — «Вон из дома» («Наше радио»).
- 2011 — «2030»
- 2019 — «Паустовский, Бианки и Пришвин» (Кавер на группу Громыка)

### Другие композиции
- 2010 — «Ой, Мороз, Мороз» (Проект «Соль»)[8].

## Состав
- Александр «Чача» Иванов — вокал
- Николай Богданов — бас-гитара, бэк-вокал
- Николай Аполосов — ударные
- Александр Пушкин — гитара